# Southeast European Times
Southeast European Times este website de știri sponsorizat de United States European Command care acoperă subiecte din Europa de Sud-Est. Țările care sunt incluse în subiecte sunt: Albania, Bosnia și Herțegovina, Bulgaria, Croația, Grecia, Kosovo, Macedonia, Muntenegru, România, Serbia și Turcia.
Prima adresă a website-ului este setimes.com, deși este de asemenea valabilă și prin adresele: balkan-info.com Arhivat în 28 august 2008, la Wayback Machine. și balkantimes.com Arhivat în 16 noiembrie 2001, la Wayback Machine.. Activitatea a început în octombrie 1999 cu numele Balkan-Info, în mai 2001 ca Balkan Times iar in final cu numele SETimes în octombrie 2002.
Conținutul website-ului este disponibil în zece limbi: albaneză, bosniacă, bulgară, croată, engleză, greacă, macedoneană, sârbă, română, turcă.